# Бернёй (Приморская Шаранта)
Бернёй (фр. Berneuil) — коммуна во Франции, находится в регионе Пуату — Шаранта. Департамент коммуны — Шаранта Приморская. Входит в состав кантона Жемозак. Округ коммуны — Сент.
Код INSEE коммуны — 17044.

## Население
Население коммуны на 2010 год составляло 1091 человек.
| 1962 | 1968 | 1975 | 1982 | 1990 | 1999 | 2010 |
| ---- | ---- | ---- | ---- | ---- | ---- | ---- |
| 625  | 636  | 595  | 669  | 732  | 832  | 1091 |

## Экономика
В 2010 году среди 727 человек трудоспособного возраста (15—64 лет) 559 были экономически активными, 168 — неактивными (показатель активности — 76,9 %, в 1999 году было 72,4 %). Из 559 активных жителей работали 495 человек (254 мужчины и 241 женщина), безработных было 64 (33 мужчины и 31 женщины). Среди 168 неактивных 45 человек были учениками или студентами, 73 — пенсионерами, 50 были неактивными по другим причинам.